# مرتضی گودرزی
مرتضی گودرزی (زادهٔ ۱۷ اردیبهشت ۱۳۵۸ در قوچان) آهنگساز، محقق، نوازندهٔ دوتار خراسان و خوانندهٔ موسیقی سنتی ایرانی که بیشتر بر روی موسیقی محلی شمال خراسان تمرکز دارد. او طراح و سازندهٔ «دوتار معاصر» است و هم‌اکنون در تهران و کرج به آموزش دوتار و آواز خراسانی مشغول است.
گودرزی از محضر استادان بزرگی نظیر حاج قربان سلیمانی، حاج حسین یگانه، اسماعیل ستارزاده، محمد یگانه، حسن قدرتی بهره برده است.
تاکنون از وی آلبوم موسیقی محلی قوچان (۱۳۶۹)، آلبوم شاختایی (۱۳۸۰)، آلبوم ابریشم طرب (۱۳۸۵)، آلبوم رهگذار (۱۳۸۸) و آلبوم پیوند (۱۳۸۸)و آلبوم صبوری (۱۳۹۶) منتشر شده است.

## جوایز و فعالیت‌های هنری
- دریافت عنوان نوازندهٔ برتر از جشنواره بین‌المللی موسیقی فجر[۴]
- دریافت دیپلم افتخار و لوح تقدیر در فستیوال فلک تاجیکستان
- اجرای کنسرت در قاره‌های آسیا، اروپا و آمریکا
- حضور در سی و یکمین جشنواره بین‌المللی موسیقی فجر به عنوان یکی از اعضای هیئت داوران